# Opsonine
Opsonine sind im Körper vorkommende Proteine, die einen Teil der Immunantwort darstellen. Opsonine können entweder Antikörper oder Komplementfaktoren sein, die die Verknüpfung von Phagozyten an Bakterienzellen oder andere Mikroorganismen erleichtern, indem sie als Brücke zwischen beiden Zellen fungieren. In diesem Zusammenhang spricht man auch von der Opsonisierung der Zielzelle.
Phagozyten können bis zu einem bestimmten Ausmaß von sich aus direkt an Bakterien oder andere Zellen mit Antigencharakter binden. 
Die Bindung wird jedoch durch einen aktivierten Komplementfaktor – ein Plasmaprotein, das den humoralen Teil der unspezifischen Immunantwort darstellt – verstärkt, indem der Komplementfaktor als Brücke zwischen dem Bakterium und dem entsprechenden Komplementrezeptor des Phagozyten fungiert. 
In Organismen, die nur geringe Mengen an Komplementfaktoren aktivieren können, wird alternativ oder zusätzlich mit Antikörpern opsonisiert. Das Bindungsprinzip ist hier ähnlich: der Antikörper ist über sein Fc-Fragment mit dem Fc-Rezeptor des Phagozyten und mit seinen Fab-Fragmenten mit dem entsprechenden Epitop des antigenen Mikroorganismus verknüpft.
Durch die Opsonisierung wird letztlich die Phagozytose des gebundenen Organismus abgesichert und die Zelllyse kann eingeleitet werden.
Entdeckt wurden die Opsonine 1904 durch Almroth E. Wright und Stewart Ranlen Douglas (* 1871). Von Max von Gruber und Futaki Kenzō 1906 mitgeteilte Studien über Seroaktivät und Phagozytose, die in Auswirkung der Almroth Wrightschen Opsonin-Lehre zustande gekommen sind, fanden viel Beachtung.